# Briefleserin am offenen Fenster

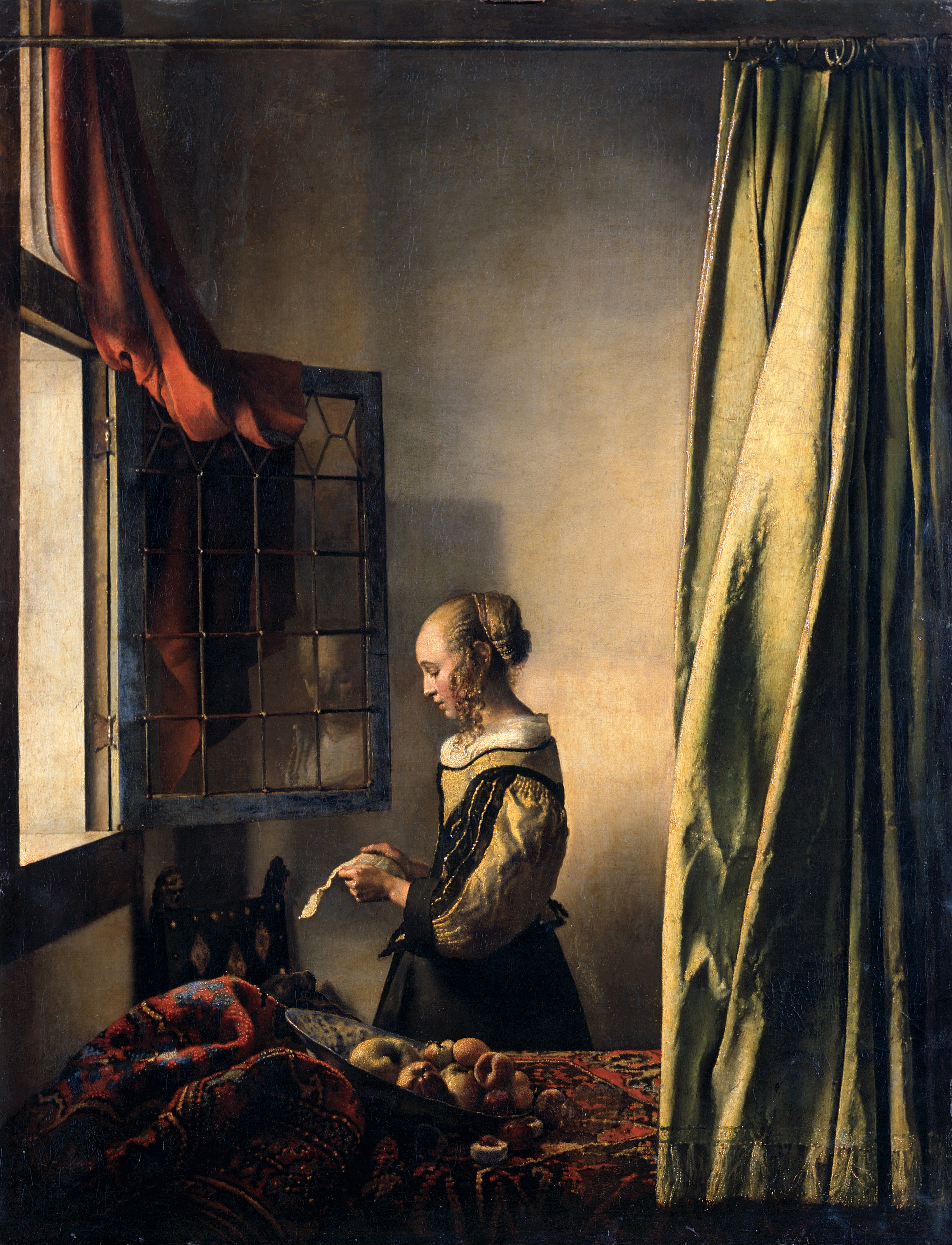
Briefleserin am offenen Fenster, Zustand bis 2017

Die Briefleserin (oder brieflesendes Mädchen) am offenen Fenster ist ein 1657 bis 1659 von Jan Vermeer gemaltes Ölgemälde. Damit ist es der Frühphase des künstlerischen Schaffens Vermeers zuzuordnen. Das Bild gehört zur Sammlung der Gemäldegalerie Alte Meister in Dresden.
Während des Zweiten Weltkrieges wurde das Bild sicherheitshalber in einem Depot auf der Festung Königstein eingelagert. 1945 wurde es als Kriegsbeute in die UdSSR gebracht, wo es zehn Jahre in einem Depot verbrachte und 1955 gemeinsam mit der Sammlung an die Regierung der DDR zurückgegeben wurde.
Ab 2017 wurde das Bild einer umfassenden Restaurierung unterzogen, die im Mai 2020 abgeschlossen war. Ende 2021 war es Zentrum einer Vermeer-Sonderausstellung in der wiedereröffneten Sempergalerie.

## Provenienz
Das Gemälde befand sich seit 1742 in der Sammlung des sächsischen Königs August III. Es gelangte mit einem Konvolut von 30 Bildern aus der Sammlung des  Viktor Amadeus von Savoyen-Carignan nach Dresden. Abgewickelt wurde der Kauf durch den sächsischen Legationssekretär Samuel de Brais, der im Auftrag des Premierministers Heinrich von Brühl mit der Beschaffung von geeigneten Bildern für die königliche Kunstsammlung beauftragt war. Die Bilder waren vor dem Kauf durch die Maler Hyacinthe Rigaud und Jean-Baptiste Slodtz (1699–1750) begutachtet worden. Als Zugabe zum Kauf gab es das Bild von Vermeer. In Dresden wurde das Gemälde zunächst als ein Werk Rembrandts inventarisiert, in dem Katalog von 1765 wird es als „Werk der Rembrandt-Schule“ bezeichnet, 1783 wurde es dem Rembrandt-Schüler Govaert Flinck zugeschrieben, und seit 1826 galt es als Werk Pieter de Hoochs. 1859 wurde das Bild schließlich durch Thoré Bürger, der dabei war, ein Werkverzeichnis von Vermeer anzulegen, korrekt Jan Vermeer zugeschrieben.
Das Bild, das zunächst im Privatkabinett des Königs hing, kam 1816 in die Gemäldegalerie.

## Bildbeschreibung
Das Bild zeigt eine junge, festlich gekleidete Frau im Profil, die in der Mitte eines Raumes steht. Vor ihr befindet sich ein geöffnetes Fenster. Das Licht fällt auf die Frau. Im Vordergrund steht ein Tisch, auf dem sich ein aufgefalteter türkischer Teppich befindet, an den eine große, flache Obstschale mit Äpfeln, Pfirsichen und Pflaumen gelehnt ist. Wie der Teppich und der Stuhl mit den Löwenköpfen ist sie ein Hinweis auf die Wohlhabenheit dieses Haushalts. Chinesische Porzellanschalen wurden erst in den 1650er Jahren in größerer Zahl nach Europa importiert und finden sich ab diesem Zeitpunkt auch in der niederländischen Interieur- und Stilllebenmalerei.
Das Mädchen schaut auf einen Brief in seiner Hand hinab, so dass ihr Gesicht für den Betrachter nur aufgrund der Spiegelung im Fenster zu erkennen ist. Nachträglich wurde dem Bild – wie Röntgenaufnahmen von 1979 beweisen – der Vorhang am rechten Bildrand im Vordergrund hinzugefügt sowie ein Cupido-Bild übermalt. Zunächst war angenommen worden, dass alle diese Übermalungen noch von Vermeer selbst vorgenommen worden waren, bei neueren Untersuchungen konnte aber festgestellt werden, dass die Übermalung des Cupido erst später erfolgt sein muss: Einmal war die für die Übermalung verwendete Farbe einem bereits nachgedunkelten Bild angepasst, und vor allem fand sich zwischen der verdeckten, originalen Malerei und der Übermalung eine Schmutzschicht, so dass das Bild längere Zeit im ursprünglichen Zustand offen gestanden haben musste, bevor es übermalt wurde. Die Übermalung muss aber erfolgt sein, bevor das Bild nach Dresden kam, da alle dort entstanden Beschreibungen und Abbildungen den übermalten Zustand wiedergeben. Nach intensiver Diskussion einer Expertengruppe und aufwendigen technischen Untersuchungen wurde im Zuge einer seit 2017 von Christoph Schölzel durchgeführten umfassenden Restaurierung des Gemäldes auch die Übermalung entfernt und so der Zustand zur Zeit Vermeers wiederhergestellt.
Das Bild ist seit dem 10. September 2021 wieder im Originalzustand, also mit Cupido, zu sehen. Der Eros im Bild ist ein deutlicher Hinweis, dass es sich bei dem Brief, den die junge Frau liest, um einen Liebesbrief handelt. Ein weiteres Cupido-Bild im Hintergrund taucht in Vermeers Werk Stehende Virginalspielerin der Londoner National Gallery auf.
Das Bild mit dem Amor, der sich auf seinen Bogen stützt, wird über einen Zeitraum von 15 Jahren auch in anderen Bildern Vermeers zitiert, so dass die Forschung vermutet, dass sich das Bild wahrscheinlich in Vermeers Bildersammlung befunden hat, allerdings konnte Existenz und Verbleib dieses Bildes bisher nicht nachgewiesen werden.

## Symbolik
Das Bild hat eine erotische Komponente, die auch aus Details neben dem eindeutigen Cupido-Bild im Hintergrund hervorgeht. So sind die Äpfel und Pfirsiche in der Obstschale eine Anspielung auf den Sündenfall Adam und Evas.